# Jessie Daams
Jessie Daams (Neerpelt, 28 maggio 1990) è un'ex ciclista su strada e pistard belga.

## Palmarès

### Strada
- 2012 (AA Drink-Leontien.nl, una vittoria)

6ª tappa Internationale Thüringen Rundfahrt (Zeulenroda-Triebes > Zeulenroda-Triebes)

### Pista
- 2009

Campionati belgi, Inseguimento a squadre (con Jolien D'Hoore e Kelly Druyts)
Campionati belgi, Scratch
- 2010

Campionati belgi, Corsa a punti
Campionati belgi, Inseguimento a squadre (con Jolien D'Hoore e Kelly Druyts)
Campionati europei, Inseguimento a squadre Under-23 (con Jolien D'Hoore e Kelly Druyts)

## Piazzamenti

### Grandi Giri
- Giro d'Italia

2011: 27ª
2012: 52ª
2013: 20ª
2014: 18ª
2015: 65ª

### Competizioni mondiali
- Campionati del mondo su strada

Aguascalientes 2007 - Cronometro Junior: 13ª
Aguascalientes 2007 - In linea Junior: 15ª
Città del Capo 2008 - Cronometro Junior: 7ª
Città del Capo 2008 - In linea Junior: 26ª
Mendrisio 2009 - In linea Elite: ritirata
Valkenburg 2012 - Cronosquadre: 3ª
Valkenburg 2012 - In linea Elite: 17ª
Toscana 2013 - Cronosquadre: 10ª
Toscana 2013 - In linea Elite: ritirata
Ponferrada 2014 - Cronosquadre: 5ª
Ponferrada 2014 - In linea Elite: ritirata
Richmond 2015 - In linea Elite: ritirata
- Campionati del mondo su pista

Manchester 2008 - Inseguimento a squadre: 8ª
Città del Capo 2008 - Inseg. a squadre Junior: 3ª
Pruszków 2009 - Inseguimento a squadre: 9ª
Ballerup 2010 - Inseguimento a squadre: 9ª
Apeldoorn 2011 - Inseguimento a squadre: 10ª

### Competizioni europee
- Campionati europei su strada

Pallanza 2008 - Cronometro Junior: 17ª
Pallanza 2008 - In linea Junior: 3ª
Offida 2011 - In linea Under-23: 9ª
Goes 2012 - Cronometro Under-23: 6ª
- Campionati europei su pista

Pruszków 2008 - Inseguimento a squadre Junior: 2ª
Pruszków 2008 - Inseg. individuale Junior: 18ª
Minsk 2009 - Inseguimento a squadre Under-23: 2ª
Minsk 2009 - Inseguimento individuale Under-23: 12ª
S. Pietroburgo 2010 - Ins. a squadre U23: vincitrice
S. Pietroburgo 2010 - Inseg. individuale Under-23: 9ª
Pruszków 2010 - Inseguimento a squadre: 5ª
Apeldoorn 2011 - Inseguimento a squadre: 6ª
- Giochi europei

Baku 2015 - In linea: 16ª

## Premi e riconoscimenti
- Trofeo Flandrien: 2013